# Bagno (Strafanstalt)

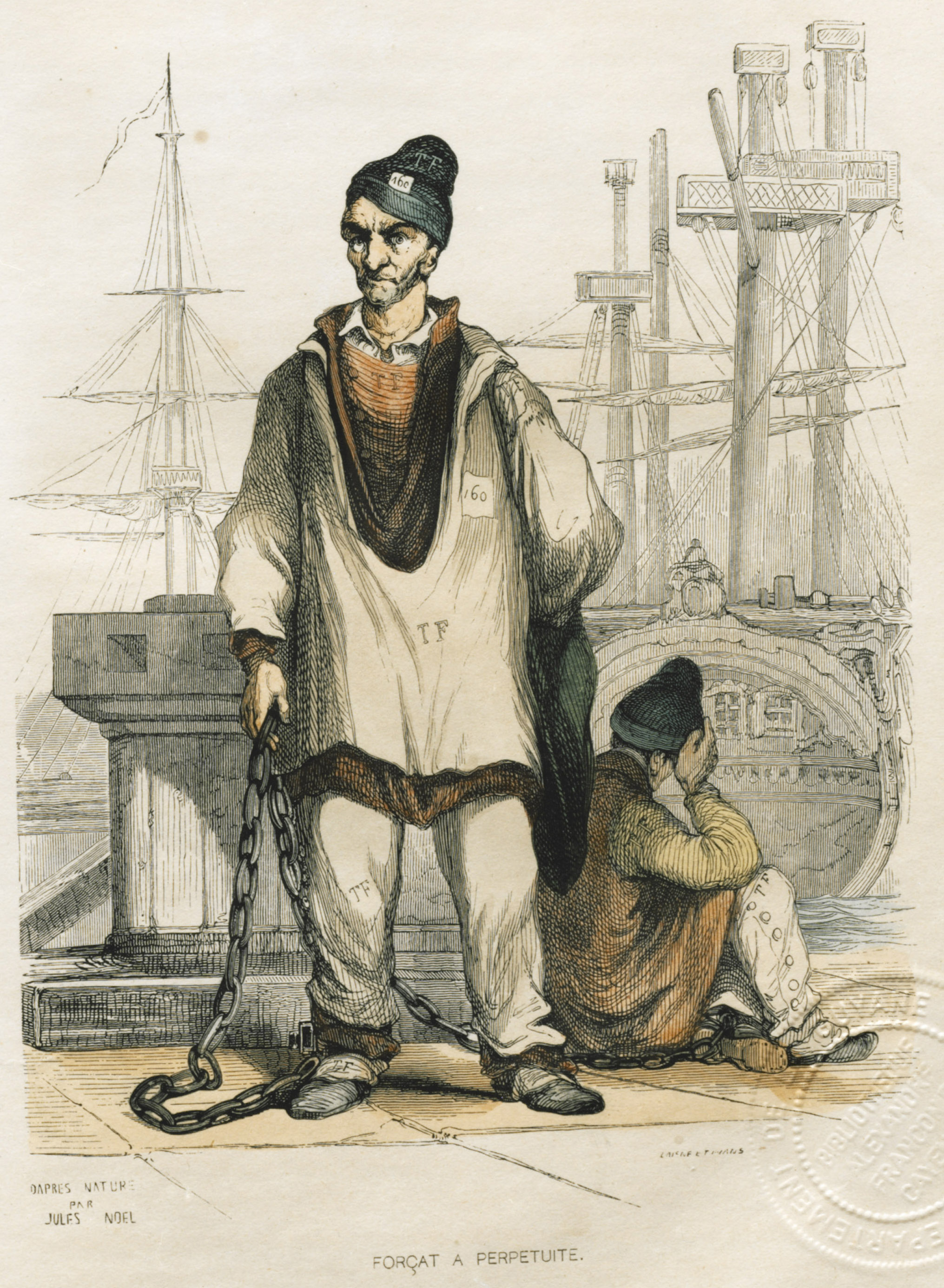
Zwei Häftlinge in Toulon

Bagno (ital. für „Bad“, Aussprache [ˈbaɲo], Mz. Bagni; französisch Bagne, Mz. Bagnes) hießen in Italien und Frankreich seit dem 17. Jahrhundert die Strafanstalten, in denen zur Zwangsarbeit Verurteilte ihre Strafe verbüßten. In der Literatur werden meist die französischen Bagnos beschrieben, seltener die italienischen. Als Synonym wird dabei teilweise von der Galeerenstrafe gesprochen. Es ist in etwa mit dem deutschen Zuchthaus zu vergleichen.

## Frankreich: Bagne
Der französische Staat unterhielt Bagnes in Frankreich selbst und später in den Kolonien außerhalb des französischen Staatsgebietes.
Die Galeerenstrafe verschwand mit Aufgabe der Galeere als Schiffstyp. Im Königreich Frankreich begann diese Entwicklung gegen Ende der Regierungszeit von Ludwig XIV. († 1715). Zu seiner Zeit wurden in den Bagnes auch Protestanten und politisch missliebige Personen verwahrt. Faktisch wurde die Galeerenstrafe ab 1748 durch königliche Ordre (Ludwig XV.) durch Zwangsarbeit in den bestehenden Bagnes abgelöst. Zumindest in deutschen Überlieferungen wird es oft noch immer als Galeerenstrafe bezeichnet. Auch in der französischen Umgangssprache wurde noch lange von den Galeeren gesprochen. Die Arbeit dort bestand in den schwersten und gefährlichsten Tätigkeiten beim Schiffbau und der Überholung in den Werften. Dazu gehörte insbesondere der Betrieb der Pumpen der Docks. Je zwei Gefangene waren mit eisernen Ketten aneinander geschmiedet.
Das erste als Bagne eingerichtete Gebäude war jenes im Seehafen zu Toulon (erbaut 1682, Bagne: 1748–1873), dem das zu Brest (1750–1858) und später jenes zu Rochefort (1767–1852) folgte. Dort gab es auch ausgediente Schiffe als Gefängnis. Weitere Bagnes in Frankreich gab es in Nizza (1792–1811), Lorient (1796–1830), Le Havre (1798–1803) und als Ersatz später in Cherbourg (1803–1815), Île de Ré (1873–1897) sowie in Nîmes und Saint-Vaast-la-Hougue.
Zur Zeit der Revolution wurde durch das Strafgesetz vom 25. September und 6. Oktober 1791 die Galeerenstrafe ausdrücklich an die Stelle der Kettenstrafe (peine des fers) gesetzt; ein Dekret vom 5. Oktober 1792 gab Vorschriften über die Art und Weise des Transports an die Seehäfen. In Art. 15 des Code pénal von 1810 wurden dann ausdrücklich travaux forcés als Strafart genannt. Im Jahre 1828 wurde der Transport in Ketten verboten und der in Zellenwagen eingeführt. 1832 wurde die Brandmarkung der lebenslangen Häftlinge aufgehoben. Die Polizei auf den Galeeren wurde durch ein Zirkular vom 15. Juli 1839 neu geregelt.
In Antwerpen wurde 1801, als es zur Ersten Französischen Republik gehörte, ein Bagne errichtet und 1821 während der niederländischen Herrschaft wieder abgeschafft.
Nach verschiedenen Initiativen von 1840 und 1843 erfolgte per Dekret vom 27. März 1852 unter Napoléon III. die Aufhebung der Bagnes. An deren Stelle trat die Deportation in Strafkolonien, zuerst auf die Îles du Salut vor Kourou (Französisch-Guyana). Die weitere Ausführung erhielt dieses Dekret durch ein Gesetz vom 30. Mai 1854 und ein Dekret vom 2. Sept. 1863, wobei letzteres Neukaledonien als Verbannungsort einführte. Die Bagnes in Frankreich dienten noch als Depot für die zu deportierenden Verurteilten.
Auch die Arbeitslager in den Kolonien wurden bagnes genannt und existierten bis 1938. Berühmter Häftling des Bagnes von Cayenne war der Schriftsteller Henri Charrière, der – nach eigenen Aussagen – unschuldig wegen Mordes zu lebenslanger Zwangsarbeit verurteilt wurde. Nach seiner Flucht veröffentlichte Charrière seinen Roman Papillon, der zum internationalen Bestseller wurde und 1973 mit Steve McQueen und Dustin Hoffman in den Hauptrollen verfilmt wurde.

## Italien: Bagno
Im Königreich Sardinien-Piemont dominierte während der Restauration die Zwangsarbeit. Es gab mehrere Galeerengefängnisse (bagni penali), darunter das bagno centrale in Genua. In diesen verbüßten auch die betreffenden Gefangenen des Herzogtums Parma ihre Strafe. Erste Reformen kamen in den 1820er Jahren in Gang. Die Hauptphase der Gefängnisreform fand unter der Regierungszeit von Karl Albert (1831–1848) statt, der sich persönlich für Strafrecht und Strafvollzug interessierte. 1839 trat das neue Strafgesetzbuch in Kraft, welches die Folter abschaffte, die Zwangsarbeitsstrafen erheblich reduzierte und im Gegenzug die Freiheitsstrafe zur wichtigsten Strafart erhob.
Im Kirchenstaat verschmolz das Strafgesetz von 1832 die Galeerenstrafe (galera) und die öffentliche Zwangsarbeit (opera pubblica) zur Einheitsstrafe, welche in den päpstlichen Galeerengefängnissen (bagni) abzuleisten waren, und konservierte so Zwangsarbeit als wichtigste Strafart im Gegensatz zu den Reformen im übrigen Europa. Mit Ausnahme der Jugend- und Frauengefängnisse galten die Strafanstalten des Kirchenstaates als berüchtigt.
Auch im Königreich beider Sizilien gab es Zwangsarbeit, welche in bagni oder Festungen abzuleisten war.
Im Großherzogtum Toskana verrichteten die Häftlinge die Zwangsarbeit neben den bagni penali in Livorno, Pisa, Portoferraio auch in den Minen und Salinen der Insel Elba. 1841 berichtet Ronchivecchi, dass jenes in Pisa in ein „Korrektionshaus“ umgewandelt wurde. Die bisher Internierten wurden in die anderen beiden Anstalten überführt.
Im Jahre 1861 entstand das geeinte Königreich Italien. Viele der Helden des Risorgimento waren allgemein in veralteten Gefängnissen inhaftiert, was sich in Europa herumsprach, und das vermeintlich rückständige Italien sorgte damit für Empörung. 1881 wurde in Rom das Regina Coeli eröffnet, das erste moderne Gefängnis für Männer in Italien. (Für Knaben und Frauen gab es schon über 200 Jahre vorher mit dem San Michele am Tiber ein neuartiges Gefängnis.) Mit dem Strafgesetz von 1890 wurden schließlich die Todesstrafe und die bagni in ganz Italien abgeschafft. Als schwerste Strafe wurde das ergastolo eingeführt, bei der man nur bei fortwährendem Wohlverhalten nach sieben Jahren Einzelhaft in die gemeinschaftliche Schweigehaft versetzt werden konnte.

## Etymologie
Bagno ist italienisch und bedeutet „Bad“, „Badezimmer“ oder auch „Toilette“. Es ist daher, wie das deutsche Pendant, in einigen Ortsnamen und Bezeichnungen von Örtlichkeiten enthalten. Im Gegensatz zum Deutschen kommt bei solchen Namen auch die Pluralform bagni zum Einsatz. Die italienische Pluralform kann im Deutschen verwendet werden, es ist jedoch nicht mehr zwingend. Zur Unterscheidung kann die Strafanstalt auch bagno penale genannt werden.
Bagno stammt vom lateinischen balneum. Dies stammt wiederum vom griechischen balaneion. Beides bezeichnete ein Badehaus. Der Plural wurde meist nur verwendet, wenn es Räumlichkeiten für Männer und Frauen gab.
Auf französisch werden diese Gefängnisse bagne (Mz. bagnes) genannt. Im Französischen hat es zumindest heute nur die Bedeutung „Zuchthaus“, „Strafkolonie“ oder eben „Bagno“. Die Redewendung „C’est un vrai bagne“ (wörtlich: „Das ist ein wirkliches Bagno“) bedeutet „Das ist die reinste Hölle“. Das Bad dagegen wird heute bain genannt. Es gibt aber die Kurorte Bagnères-de-Luchon und Bagnères-de-Bigorre in den Pyrenäen und Heinrich August Pierer erwähnt 1857 nahe dem Schweizer Ort Bagnes eine Schwefelquelle. Die französische Form wird im Deutschen selten verwendet, selbst wenn es sich um die Anstalten in Frankreich handelt.
Das englische bagnio kommt erstmals 1599 schriftlich vor und bezeichnet heute ein Bordell und ein (türkisches) Badehaus. In Wörterbüchern von 1838 und 1913 ist die Reihung umgekehrt. Im historischen Kontext bezeichnet es auch die Strafanstalt oder eine Sklavenunterkunft, ist als veraltet gekennzeichnet und wird vor allem mit Frankreich und dem Orient in Verbindung gebracht.
In Konstantinopel wurde so das Sklavengefängnis neben den Bädern des Serails bezeichnet. In Italien und Frankreich bezeichnete man dann so die Gefängnisse für die Galeerensklaven in den Hafenstädten. Die Einrichtungen behielten den Namen, auch als es keine Galeeren mehr gab und andere Zwangsarbeit geleistet wurde. Die späteren Arbeitslager in den Kolonien Frankreichs nannte man ebenfalls Bagno bzw. Bagne.